# Родина
Отечество пренасочва насам.  За други значения вижте Отечество (пояснение).
Татковина пренасочва насам.  За други значения вижте Татковина (пояснение).
Вижте пояснителната страница за други значения на Родина.
Родината (също отечество, татковина) на даден човек е страната, в която е роден или израснал или откъдето произлиза семейството му. Понятието често се използва във връзка с етническия национализъм, обвързващ хората с определен етнос и национална държава.

## Други
На родината са наречени улица „Родина“ в квартал „Хаджи Димитър“ (Карта) и улица „Отечество“ в квартал „Хиподрума“ (Карта) в София.